# Teresin (powiat sochaczewski)
Teresin – wieś w Polsce położona w województwie mazowieckim, w powiecie sochaczewskim, w gminie Teresin. Ma status sołectwa.
W latach 1975–1998 miejscowość należała administracyjnie do województwa skierniewickiego.
Miejscowość jest siedzibą gminy Teresin.

## Historia
Teren został w 1823 zakupiony przez Hipolita Rogowskiego i początkowo powstałą miejscowość nazwano od jego nazwiska Rogowem, następnie przemianowano na Teresin od imienia jego żony.

## Części wsi
| SIMC    | Nazwa         | Rodzaj    |
| ------- | ------------- | --------- |
| 1058065 | Błotko        | część wsi |
| 0723081 | Kaski-Działki | część wsi |
| 0739159 | Teresin-Gaj   | osada     |

Zobacz też: Zielonka (obręb ewidencyjny)

## Znane osoby pochodzące z Teresina
W Teresinie urodził się były detektyw i poseł na Sejm Krzysztof Rutkowski oraz raper Białas.